# Kongemoderens Bisættelse
|  | Denne artikel er oprettet af botten Steenthbot ud fra en ekstern database. Den kan derfor have sproglige fejl eller mangler. Denne skabelon kan fjernes efter kontrol af indholdet. |

Kongemoderens Bisættelse er en dansk dokumentarisk optagelse fra 1926.

## Handling
"Enkedronning Louises bisættelse", København, marts 1926.